# Puchar Polski w piłce siatkowej mężczyzn (1992/1993)
Puchar Polski w piłce siatkowej mężczyzn 1992/1993 – 36. sezon rozgrywek o siatkarski Puchar Polski, rozgrywany od 1932 roku.

## Klasyfikacja końcowa
| Miejsce | Drużyna                      |
| ------- | ---------------------------- |
| 1.      | Chełmiec Wałbrzych           |
| 2.      | BBTS Włókniarz Bielsko-Biała |
| 3.      | Kazimierz Płomień Sosnowiec  |
| 4.      | Chemik Kędzierzyn-Koźle      |